# Baron Glentoran
Baroneci Glentoran of Ballymenock
- 1903–1907: Daniel Dixon, 1. baronet
- 1907–1950: Thomas Dixon, 2. baronet
- 1950–1950: Herbert Dixon, 3. baronet

Baronowie Glentoran 1. kreacji (parostwo Zjednoczonego Królestwa)
- 1939–1950: Herbert Dixon, 1. baron Glentoran
- 1950–1995: Daniel Stewart Thomas Bingham Dixon, 2. baron Glentoran
- 1995 -: Thomas Robin Valerian Dixon, 3. baron Glentoran

Następca 3. barona Glentoran: Daniel George Dixon